# Gamma Cephei
γ Cephei (Gamma Cephei; Eigenname Errai oder Alrai aus arabisch الراعي, DMG ar-rāʿī ‚der Schäfer/Hirte‘) ist ein Stern der Spektralklasse K1 IV mit einer scheinbaren Helligkeit von 3,2 mag. Die Entfernung zur Erde beträgt ca. 46 Lichtjahre.
γ Cephei ist ein Doppelstern, bestehend aus einem Unterriesen und einem Roten Zwerg. Der Rote Zwerg bewegt sich auf einer Bahn mit einer großen Halbachse von 20 AE und einer Exzentrizität von 0,41 um den Unterriesen. Ein Umlauf dauert dabei rund 70 Jahre.
γ Cephei wird aufgrund der Präzession der Erdachse der nächste mit bloßem Auge sichtbare Stern am Himmelsnordpol sein. Durch die Verschiebung der Erdachse bewegt sich der Stern scheinbar in Richtung Himmelsnordpol und wird so ab dem Jahr 3000 eine geringere Distanz zum Himmelsnordpol haben als der Polarstern. Seine größte Annäherung wird um das Jahr 4000 stattfinden, bevor ihm um das Jahr 5200 ι Cephei in der Rolle als Polarstern folgen wird.
Im Jahre 1989 wurde die Entdeckung eines Exoplaneten um γ Cephei von Anthony Lawton und P. Wright bekanntgegeben. Das wäre die erste Entdeckung eines solchen Planeten gewesen, basierend auf der Messung der Radialgeschwindigkeit des Systems, womit später erfolgreich Planeten bei anderen Sternen nachgewiesen wurden. Die Entdeckung wurde jedoch 1992 widerrufen. Später, 2002, erhärteten neue Messungen die Existenz des Planeten γ Cephei Ab, der den Stern demnach in etwa 900 Tagen einmal umrundet und mindestens die 1,6-fache Masse des Jupiter aufweist.
Es wird spekuliert, dass im System Bedingungen herrschen könnten, welche die Entwicklung von Leben ermöglichen. Der deutsch-französische TV Kulturkanal Arte übermittelte am 30. September 2006 via Parabolantenne des Raumfahrtzentrums CNES die gleichzeitig auch in Europa ausgestrahlte Fernsehsendung CosmicConnexion in Richtung γ Cephei, in der Hoffnung, eine zufällig dort lebende Zivilisation zu erreichen. In der 160-minütigen Sendung wird den erhofften Aliens der Mensch und sein Alltag gezeigt. Die Sendung wird γ Cephei im Jahre 2051 erreichen. Eine mögliche Antwort der Aliens würde frühestens 2096 auf der Erde eintreffen. Wegen der großen Entfernung sind Ausstrahlung und Antwort jeweils 45 Jahre unterwegs.